# روزا کاتو
روزا کاتو (انگلیسی: Rosa Kato؛ زادهٔ ۲۲ ژوئن ۱۹۸۵) مدل (شخص)، صداپیشه، و بازیگر اهل ژاپن است.